# Bullets Over Summer
Bullets Over Summer (爆裂刑警, Bau lit ying ging) è un film del 1999, scritto e diretto da Wilson Yip.

## Trama
Brian e Mike sono due poliziotti in borghese coinvolti in una missione pericolosa. Per incastrare un gangster latitante si appostano a casa di una vecchia signora, con la quale instaurano un rapporto confidenziale. Ma non è solo con l'anziana inquilina che creano una relazione: Brian si innamora di una giovane ragazza mentre Mike si lascia sedurre da una donna incinta. Mentre si crogiolano dei loro due nuovi amori, lo scontro con il gangster si fa sempre più vicino.

## Distribuzione
Il film è stato distribuito in Italia a partire dal 26 giugno 2012, senza passare per le sale cinematografiche, direttamente in home video per conto della CG Entertainment, in collaborazione con la Tucker Film e il Far East Film Festival.

## Riconoscimenti
- 2000 - Hong Kong Film Awards
  - Miglior attrice a Law Lan
  - Nomination Miglior attore a Francis Ng
  - Nomination Miglior sceneggiatura a Wilson Yip, Matt Chow e Ben Cheung
  - Nomination Miglior Sound Designer a Cuson Liu e Phyllis Cheng
- 2000 - Changchun Film Festival
  - Vincitore del premio speciale della giuria
- 2000 - Changchun Film Festival
  - Miglior attrice a Law Lan
  - Nomination Miglior attore a Francis Ng
- 2000 - Hong Kong Film Critics Society Awards
  - Nomination Miglior attore a Francis Ng
  - Nomination Miglior attrice a Law Lan
  - Nomination Miglior sceneggiatura a Wilson Yip, Matt Chow e Ben Cheung